# 斯特林·莫里森
小霍姆斯·斯特林·莫里森（英語：Holmes Sterling Morrison, Jr.，1942年8月29日—1995年8月30日）是美国摇滚乐队地下丝绒的创始成员之一。他在乐队中弹奏吉他，偶尔弹奏贝斯及演唱背景和声。